# Vorteilscard
Die Vorteilscard (Eigenschreibweise in Großbuchstaben, abgekürzt VC) ist eine Kundenkarte der Österreichischen Bundesbahnen (ÖBB). Sie ist, auf den Eisenbahnverkehr bezogen, mit der BahnCard der Deutschen Bahn AG und dem Halbtax der Schweizerischen Bundesbahnen (SBB) vergleichbar. Sie ist zu gleichen Konditionen in beiden Wagenklassen gültig.

## Geschichte
Vorläufer der Vorteilscard war der in der zweiten Hälfte der 1990er-Jahre umbenannte Halbpreis-Paß. 1992 kostete die dafür erforderliche Jahresberechtigungsmarke 1.080 Schilling (78,49 Euro) (für Senioren und Seniorinnen um 220 Schilling (15,99 Euro)) und berechtigte zum Kauf von sogenannten „Umwelttickets“ um die Hälfte des regulären Fahrpreises, unabhängig von der Bezugsart.

## Leistungen und Preise
Die Vorteilscard ist jeweils 1 Jahr gültig und gewährt 50 Prozent Rabatt auf Fahrkarten der ÖBB. Der Rabatt wird auf Fahrkarten der 1. und 2. Klasse gewährt. Die Karte verlängert sich nicht automatisch (kein Abonnement, im Gegensatz z. B. zur BahnCard der Deutschen Bahn AG).
Sie wird derzeit (Februar 2025) in fünf Kategorien angeboten.
| Kategorie | Preis in Euro | Bemerkung |
| --------- | ------------- | --- |
| Classic   | 71,00         | Verkauf am Schalter oder online, keine besonderen Voraussetzungen für den Erwerb                                     |
| Comfort   | 86,00         | Verkauf nur online, neben den 50 % Rabatt auf ÖBB-Standardtickets zusätzlich 50 % Rabatt auf Sitzplatzreservierungen |
| Family    | 19,00         | Der Inhaber kann bis zu 4 Kinder unter 15 Jahren gratis mitnehmen (auch nicht verwandte Kinder)                      |
| Jugend    | 19,00         | Für unter 26-Jährige                                                                                                 |
| Senior    | 29,00         | Für Personen ab 65 Jahren                                                                                            |

Empfänger von Ausgleichszulage ab 65 Jahren erhalten die Vorteilscard gratis (Vorteilscard Senior:in Frei).
Die Vorteilscard Senior wird in fast allen Verkehrsverbünden benötigt, um Einzelfahrkarten oder Tageskarten ermäßigt zu erhalten – davon ausgenommen sind nur Wien und Tirol. In Vorarlberg gibt es keine ermäßigten Einzelfahrkarten oder Tageskarten für Senioren.
Die Vorteilscard Spezial, Blind und Schwerkriegsbeschädigt wurde abgeschafft. Reisende erhalten stattdessen bei Vorlage eines österreichischen Behindertenpasses oder Schwerkriegsbeschädigtenausweises nach § 48 Bundesbehindertengesetz (BBG), der folgende Angaben enthält, 50 Prozent Ermäßigung auf ÖBB-Einzelfahrkarten:
- Angabe des Behinderungsgrads von mindestens 70 Prozent oder
- Eintrag „Der/die InhaberIn des Passes kann die Fahrpreisermäßigung nach dem Bundesbehindertengesetz in Anspruch nehmen.“

Seit 1. Jänner 2014 können ÖBB-Vorteilscards auch online bestellt, erneuert und bezahlt werden. Dadurch wurde die Zustellung der Karten wesentlich beschleunigt. Zusätzlich zur Vorteilscard im Scheckkartenformat gibt es seitdem auch die Vorteilscard am Smartphone. Dabei handelt es sich um eine digitale Darstellung der Vorteilscard in der ÖBB App. Die Vorteilscard am Smartphone gilt in ÖBB-Zügen als Ermäßigungskarte. Da seit 1. Jänner 2014 kein Foto mehr auf die Vorteilscard gedruckt wird, muss ein Lichtbildausweis mit Altersangabe mit der Karte mitgeführt werden.
Allen Jugendlichen, die 2020 18 Jahre alt wurden oder waren, schenkte die ÖBB eine Vorteilscard Jugend.
Auch der City Airport Train kann von Besitzern einer Vorteilscard zum halben Preis benutzt werden.
Vorteilscard-Besitzer können ihre gültige Karte an ihrem Geburtstag als Freifahrtschein für die 2. Klasse nutzen. Damit reisen sie an ihrem Geburtstag in ganz Österreich gratis.
Bei der Westbahn erhalten Inhaber einer Vorteilscard ebenfalls eine Ermäßigung.

### Sommerticket
Das Sommerticket ist ein Angebot für alle Besitzer einer Vorteilscard Jugend. Diese konnten bis 2018 während der Sommerferien alle Züge der ÖBB sowie der Raaberbahn und den  ÖBB Intercitybus zwischen Graz und Klagenfurt mit dem Sommerticket kostenlos benutzen. Das Ticket ist wochentags ab 8:00 Uhr, an Feiertagen und Wochenenden ohne zeitliche Einschränkung gültig. Seit 2019 gilt es nur noch für 30 Tage. ÖBB Sommer-Ticket-Benutzer müssen an Freitagen, Samstagen, Sonntagen, Feiertagen und täglich im IC-Bus eine Reservierung im Fernverkehr buchen. Im Ticket inkludiert ist ein Reservierungsrabatt, welcher es ermöglicht, Reservierungen zum halben Preis zu buchen. Erhältlich ist das Sommerticket ausschließlich mit Kund:innenkonto online, in der App sowie am Ticketschalter.
- Für unter 20-Jährige beträgt der Preis 41 Euro.
- Für alle zwischen 20 und 25 Jahren kostet es 62 Euro.[6]

### Vorteilscard Presse
Von 2003 bis 2013 existierte die Vorteilscard Presse. Sie kostete 49,50 Euro. Neben der Fahrt in der zweiten Klasse zum halben Preis war auch die kostenlose Höherstufung in die erste Klasse möglich. Weiterhin waren Sitzplatzreservierungen und der Zutritt zu ÖBB-Lounges darin inbegriffen.
Im April 2012 gab die ÖBB bekannt, dass keine weitere Karten mehr ausgegeben würden, sodass die letzten Karten 2013 ausliefen.

## Österreichcard
Die Österreichcard war eine einjährige Netzkarte der ÖBB. Sie war bezogen auf den Eisenbahnverkehr vergleichbar mit der BahnCard 100 der Deutschen Bahn AG und dem Generalabonnement der Schweizerischen Bundesbahnen (SBB). Mit der Einführung des Klimaticket im Oktober 2021 wurde die Österreichcard als Produkt schrittweise eingestellt. Ein Neukauf bzw. Verlängerung einer ÖBB Österreichcard ist nicht mehr möglich.

### Leistungen und Preise
Die Österreichcard wurde jeweils ein Jahr in allen Zügen der ÖBB sowie der in Österreich fahrenden Privatbahnen als Fahrkarte gültig. Sie wurde ab 2. Juli 2012 bis Oktober 2021 in fünf Kategorien und jeweils zwei Wagenklassen angeboten:
| Kategorie   | Preis in Euro 2. Klasse | Preis in Euro 1. Klasse | Bemerkung                                                                   |
| ----------- | ----------------------- | ----------------------- | --------------------------------------------------------------------------- |
| Classic     | 1.944,00                | 2.998,00                |                                                                             |
| Familie     | 2.084,00                | 3.196,00                | jedes Familienmitglied bekommt eine eigene Karte und kann unabhängig fahren |
| Jugend      | 1.154,00                | 1.769,00                | nur für unter 26-Jährige                                                    |
| Senior      | 1.369,00                | 2.189,00                | für Personen ab 64 Jahren                                                   |
| Spezial     | 1.154,00                | 1.769,00                | für Menschen mit österreichischem Behindertenpass                           |
| Zivildienst | kostenlos               | –                       | für Zivildienstleistende                                                    |
| Bundesheer  | kostenlos               | –                       | für Grundwehrdiener                                                         |

Nach mehrjährigen Verhandlungen sollte Anfang 2009 die Österreichcard durch ein dem Schweizer Generalabonnement vergleichbares Angebot ersetzt werden, welches in allen öffentlichen Verkehrsmitteln in Österreich gilt. Dieses sollte durch einen Zuschuss von 107 Millionen Euro durch den österreichischen Staat ermöglicht werden. Als Preis für die Normalvariante waren 1.490 Euro geplant und damit 300 Euro weniger als die Österreichcard. Daneben sollten für Senioren und Jugendliche verbilligte Varianten angeboten werden, welche im Preis den heutigen Angeboten entsprechen. In einem Interview mit der Tiroler Tageszeitung im März sagte Infrastrukturministerin Doris Bures aber, dass es dieses Ticket aus Budgetgründen vorerst nicht geben werde.
Seit dem 26. Oktober 2021 wird die Österreichcard nicht mehr neu verkauft, da sie durch das Klimaticket abgelöst wurde.

## Klimaticket
Das Klimaticket wurde zum Nationalfeiertag am 26. Oktober 2021 eingeführt. Es gilt österreichweit im öffentlichen Nahverkehr sowie in allen Zügen der Österreichischen Bundesbahnen (ÖBB) und der Westbahn. Das reguläre Klimaticket ist ein Jahr gültig und kostet 1.300 Euro, der Preis für das ermäßigte Ticket für Personen bis zu 25 Jahren, Senioren (ab 65 Jahren) und Behinderte liegt bei 975 Euro.
Ein Upgrade zur Benutzung der 1. Klasse kostet 1.355 Euro, für Senioren, Personen bis 25 Jahren und Behinderte 1.030 Euro.

## ÖBB Club & Bonus
Bis zum 15. Jänner 2014 boten die ÖBB für Vorteilscard-Kunden das sogenannte Club & Bonus-Programm an. Hierbei werden, abhängig von den Umsätzen jeweils eines Jahres, bestimmte Prämien vergeben.
Mit 15. Jänner 2014 stellten die ÖBB wegen der durch die Umstellung auf das SEPA-Zahlungssystem anfallenden, höheren Transaktionskosten die Zahlungsfunktion der Vorteilscard ein. Durch diese Änderung entfiel die Grundlage für das Club & Bonus Programm, weswegen dieses mit dem gleichen Datum beendet wurde.